# Yévogan
Lo Yovogan o Yévogan era un alto funzionario dell'amministrazione del regno del Dahomey. Tale carica venne creata da re Agaja nel 1728. Inizialmente vi era uno yévogan per ciascuno dei tre forti presso i quali si svolgevano le operazioni commerciali del porto di Igelefe che serviva la città di Ouidah. Nel 1733 tale funzione venne accentrata in capo ad un unico funzionario. 
Le sue mansioni concernevano: i rapporti diplomatici con le potenze occidentali che si recavano nel regno per il commercio degli schiavi; la vendita degli schiavi stessi (con precedenza data agli schiavi del re, venduti a un prezzo maggiore); la riscossione delle tasse di sbarco; l'approvvigionamento delle navi; la raccolta dei proventi della tratta che dovevano poi essere trasportati nell'entroterra nella capitale Abomey assieme ai beni di lusso portati dall'estero come doni per il re dai mercanti di schiavi (ad esempio orologi, armi da fuoco, strumenti musicali).
Lo yévogan era dislocato nel centro costiero più importante del regno, Ouidah, dove le potenze occidentali avevano fortilizi e basi commerciali occupate occasionalmente a seconda delle necessità. Ad Ouidah, lo yévogan esercitava le funzioni di rappresentante oltre che di governatore in nome e per conto del re. Egli era assistito nell'esercizio dei suoi poteri da una serie di organi, tra i quali una sorta di consiglio con poteri consultivi. Con il passare del tempo egli venne però sempre più frequentemente affiancato ad altri funzionari in modo da sottrargli l'esercizio esclusivo e indiscriminato del potere. Lo yévogan Tegan venne decapitato nel 1743 per ordine del re Tegbesu per aver intrapreso commerci illeciti di schiavi con gli Occidentali, violando il monopolio regio. Dei suoi successori, ben otto vennero destituiti e chiamati a rendere conto del loro operato presso il re; cinque di questi vennero successivamente condannati alla pena capitale.